# Valentin von Teutleben

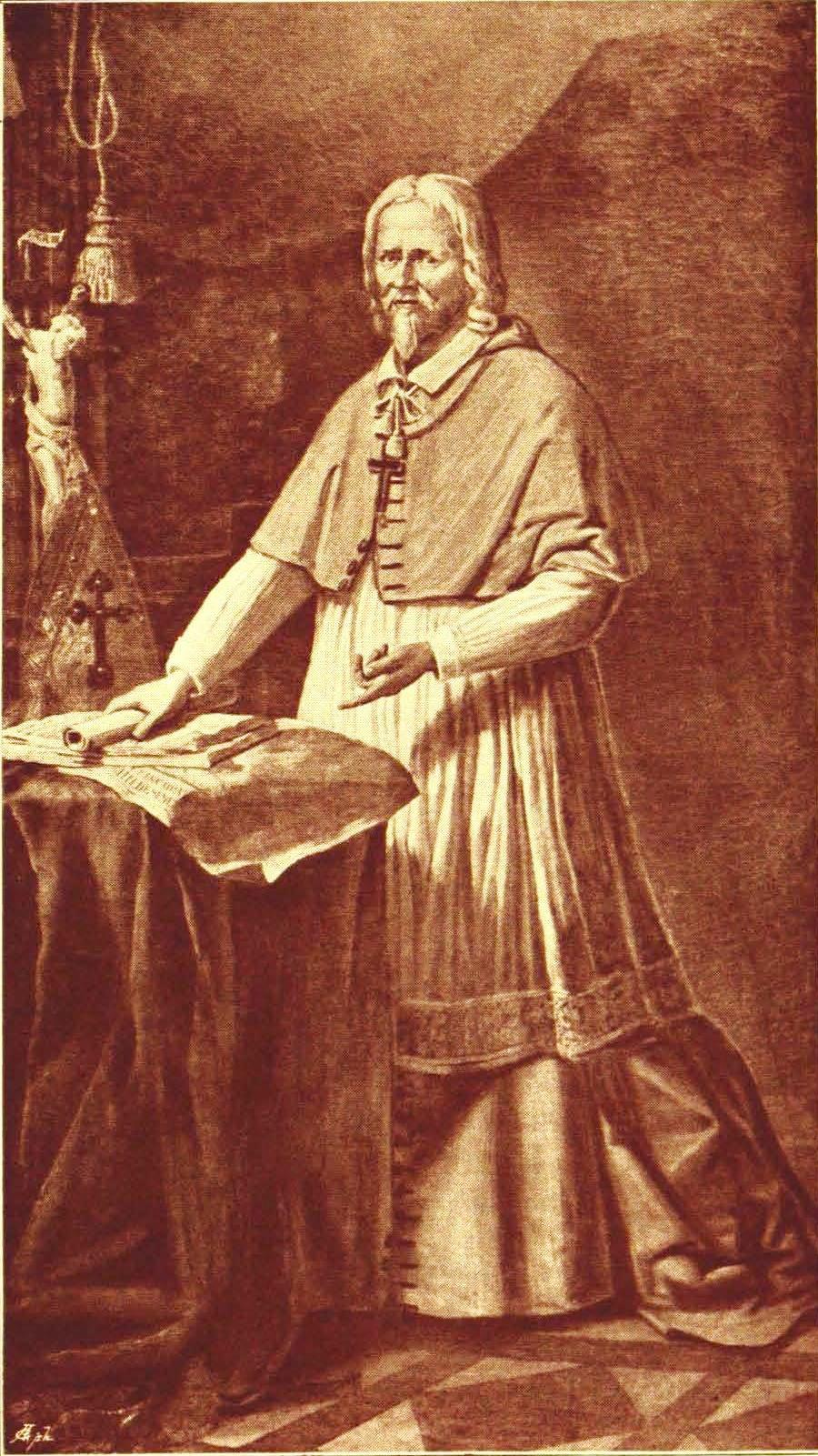
Valentin von Teutleben

Valentin von Teutleben (auch Teteleben, Tetleben) († 28. April 1551) war seit 1537 Bischof von Hildesheim. In seiner Regierungszeit breitete sich die Reformation in seinem Zuständigkeitsbereich aus. 

## Leben
Teutleben stammte aus der Region um Meißen. Er war Doktor der Theologie und der beiden Rechte. Später war er Propst von St. Bartholomäus in Frankfurt sowie Domherr in Mainz, Magdeburg und Hildesheim. Er hat in Frankfurt die Protokolle des Reichstages von 1530 herausgegeben. In Mainz gehörte er als Generalvikar zur Leitung des Bistums. Auch war er lange Jahre Kurmainzer Rat. Er spielte eine bedeutende Rolle für die katholische Reform im Erzbistum Mainz. Er gehörte 1541 (also als er schon Bischof in Hildesheim war) einer Theologenkommission an, die eine Reformkonstitution erarbeitete, die aber nie gedruckt erschien.
Nach dem Rücktritt von Otto III. von Schauenburg im Jahr 1537 wurde er vom Domkapitel in Hildesheim einstimmig zum Bischof gewählt. Er fand das Stift in einem schwierigen Zustand vor. Die letzten drei dem Stift verbliebenen Ämter waren verpfändet. Teutleben versuchte mit verschiedenen Maßnahmen, die Situation zu verbessern. Im Jahr 1539 ließ er Syndodalstatuten entwerfen. Er reiste nach Rom und erreichte 1540 einen päpstlichen Beschluss gegen das Herzogtum Braunschweig, das eine Wiederherstellung des großen Stifts vorsah. Allerdings verweigerte Karl V. die Umsetzung, weil er dies als Einmischung des Papstes in Sachen des Reiches ansah. 
Bereits vor Beginn der Regierungszeit von Teutleben gewann die Reformation im Stift und Bistum Hildesheim immer mehr Anhänger. Der Versuch des Domkapitels dagegen mit Zwangsmaßnahmen und Verboten vorzugehen, zeigte kaum Wirkung. Im Jahr 1532 kam es erstmals zu Unruhen in der Stadt mit dem Ziel, lutherische Prediger einzusetzen. Dieser Aufruhr wurde aber noch zu Gunsten des alten Glaubens beendet. Teutleben versuchte nach Übernahme seines Amtes vergeblich, gegen die Reformation vorzugehen. Im Jahr 1542 erklärte sich der Rat der Stadt Hildesheim für das Luthertum. Vertretern des Katholizismus wurde daraufhin die Predigt verboten. Die Klöster und Stifte in der Stadt wurden teilweise weltlichen Zwecken zugeführt, teilweise dienten sie als protestantische Kirchen. Nur wenige altgläubige Einrichtungen konnten später wiederhergestellt werden. Im Jahr 1544 folgte eine evangelische Kirchenordnung. 
Teutleben hat Maßnahmen des Reiches gegen die Entwicklung in der Stadt Hildesheim erwirkt und das Reichskammergericht angerufen. Letztlich war Valentin von Teutleben aber mit seinem Versuch, Hildesheim für den Katholizismus zu bewahren, gescheitert. Trotz der protestantischen Niederlage im Schmalkaldischen Krieg blieb das Stift Hildesheim mit Ausnahme des Amtes Peine und der dem Bischof direkt unterstellten in der Stadt Hildesheim protestantisch. Valentin von Teutleben, der zeitweise in Halberstadt lebte, versuchte vergeblich die Reichsacht durchzusetzen. Immerhin mussten die Hildesheimer sich auf dem Reichstag von 1548 dem Kaiser unterwerfen. Im Jahr 1548 kam es in der Konfessionsfrage zu einem Kompromiss. Auf protestantischer Seite haben diesen unter anderem Melanchthon und Bugenhagen vorgeschlagen. Danach sollten die Protestanten in ihren Kirchen den Gottesdienst nach ihren Vorstellungen halten können, gleichzeitig sollten die katholischen Priester bei deren Gottesdiensten unbehelligt bleiben. Ausgeschlossen davon blieben die Täufer und andere Sektierer.
Er verließ die Stadt und ging nach Mainz. Begraben wurde er im Barfüßerkloster in Mainz.